# 61.ª Conferencia de Seguridad de Múnich
La 61.ª Conferencia de Seguridad de Múnich se celebró del 14 al 16 de febrero de 2025, tras la cual Jens Stoltenberg asumió el cargo de nuevo presidente.Entre los asistentes se encontró Edmundo González, electo como presidente de Venezuela, quien se reunió con el fiscal jefe de la Corte Penal Internacional Karim Khan.
Según el lema de este año, «multipolarización», y el asociado informe «Munich Security Report», la «despolarización» y las reformas sustanciales del orden internacional son más necesarias que nunca.
Durante la conferencia, el vicepresidente de Estados Unidos J.D. Vance afirmó que la inmigración ilegal era el reto «más urgente» al que se enfrentaba Europa, que los líderes europeos tenían que hacer más para contribuir a la defensa de Ucrania, y que los Estados europeos no estaban defendiendo la libertad de expresión y los valores democráticos. El discurso fue criticado y rebatido por múltiples políticos, incluyendo el ministro de defensa alemán Boris Pistorius.